# Escut de l'Estartit
L'escut oficial de l'Estartit té el blasonament següent:
Escut caironat: d'atzur, una branca de corall de gules perfilada d'argent orlada de set rocs d'or ixent d'una faixa ondada abaixada d'argent.

## Història
La junta de veïns va iniciar l'expedient d'adopció de l'escut heràldic el 30 de març de 2022. Va ser aprovat el 9 de gener de 2023 i publicat al DOGC el 17 de gener del mateix any amb el número 8834.
L'escut incorpora set rocs, que simbolitzen les illes Medes, situades davant mateix de l'Estartit, i una branca de corall ixent d'una faixa ondada, que representen la relació del poble amb el mar.
Com és norma en tots els escuts de les entitats municipals descentralitzades, el de l'Estartit no porta corona.